# ペレカニミムス
ペレカニミムス（学名 Pelecanimimus　「ペリカンもどき」の意味）は前期白亜紀に現在のスペインに生息した基盤的（原始的）なオルニトミモサウルス類に位置づけられる獣脚類恐竜の属の一つである。特筆すべきことに多くは歯を持たないオルニトミモサウルス類の中で（獣脚類の中でも）非常に多くの歯を持つ。

## 発見と命名
1993年7月にアルマンド・ディアス・ロメラルはLas Hoyas Unit 3発掘地にて獣脚類の骨格を発見した。1994年にこの化石はベルナルディノ・ペレス・ペレス＝モレノ、ホセ・ルイ・サンス、アンヘラ・ブスカリオニ、ホセ・モラタリャ、フランシスコ・オルテガおよびディエゴ・ラスキン＝グトマナスにより新属新種Pelecanimimus polyodonとして命名、記載された。属名はラテン語で「ペリカン」を意味するpelecanusと「まねもの」を意味するmimusに由来しており、長い吻と喉袋について言及したものである。種小名は非常に多数の歯を持っていることに言及したものでギリシャ語で「多い」を意味するπολύς（polys）と「歯」を意味するὀδούς（odous）に由来するものである。
ホロタイプ標本LH 7777は現在「the Las Hoyas Collection」の一部としてスペイン、クエンカにあるクエンカ博物館に収蔵されている。この化石はクエンカ県の有名なラオヤス地域にあるカリザス・デ・ラ・ウエルヒーナ層のラーガーシュテッテである下部バーレム階の地層から発見された。
唯一発見されている標本は関節した上半身の骨格であり、頭骨、下顎、全ての頸椎、胴椎のほとんど、肋骨、胸骨、肩帯、完全な右の前肢、左の後肢の大部分が含まれている。頭部のくちばし、首周り、前肢周辺には軟組織の痕跡が見られる。

## 特徴

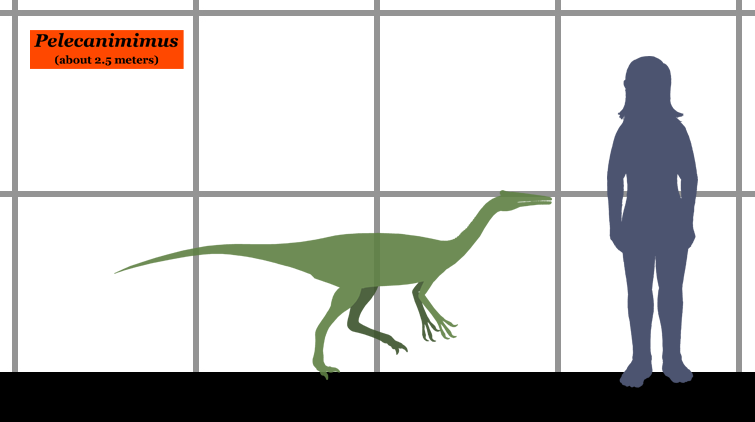
推定サイズとヒトとの比較

ペレカニミムスは小型のオルニトミモサウルス類であり、体長は2-2.5 mほどである。頭骨は特異に細長く、最大で長さは高さの4.5倍になる。多数の歯を持ちオルニトミモサウルス類の中でも非常に特異である。全部220ほどの小さな歯があり、前上顎骨に7個、上顎骨に約30個、歯骨に75個ある。これらの歯は異歯性で、基本的に2種類の形状がある。上顎の前部の歯は幅が広く断面がD字型であり、一方で後部の歯は刃状であり、全体に上顎の歯は下顎のものよりも大きい。全ての歯には鋸歯が無く、冠部と基部の間に狭窄した「くびれ」がある。歯間板を欠く。
オルニトミモサウルス類では他に歯を持つものはハルピミムスのみしか知られておらず、しかも数ははるかに少ない（全部で11本で下顎のみである）。多数の歯があることと、歯間スペースがないことからPérez-Morenoらはこれは切り裂くことへの適応であり、くちばしで切断するための機能の対応物であるとともに、後のオルニトミモサウルス類に見られる歯の無いくちばしの切刃に通じる外適応である。
腕と手は典型的なオルニトミモサウルス類のものであり、前腕の尺骨と橈骨は互いにしっかり接着している。手は鉤状で指の長さはほぼ等しく、かなり真直ぐな鉤爪を持っていた
La Hoyasのラーガーシュテッテのまれな環境では軟組織が保存され、皮膚もしくは角質で出来た後頭部の小さなとさかや現代のペリカンにある大きな喉袋に似た形の小さな喉袋が見られ、ペレカニミムスの名はこの喉袋にちなんだものである。ペレカニミムスは現代のツルにより似ていた可能性があり、湖沼を歩き回り、鉤爪と歯で魚を捕まえ、喉袋に蓄えたようだ。皺のある皮膚の印象が残っており、鱗や羽毛が無かったようだ。単繊維状の構造も保存されており、初めは外皮と解釈されたが、後にこれらは筋繊維が保存されたものだと分かった。ペレカニミムスはまた初めて舌骨（首にある特化した舌の骨）が発見されたオルニトミモサウルス類でもある。

## 系統と進化
ペレカニミムスは記載者によりオルニトミモサウルス類の最も基底的な位置に分類された後にMakovicky et al. (2005)での分岐学的な解析によりハルピミムスより派生的でなく、最も基底的なオルニトミモサウルス類であることが確証された。2003年の小林とLüによる研究ではこれらの2種はより進歩的なオルニトミムス科へとつながる基底的な段階をなしていたと示唆した（下記クラドグラムを参照）。ペレカニミムスの発見はオルニトミモサウルス類の進化を理解する上で重要で驚くべき役割を果たした。Pérez-Moreno et al.から引用すれば「系統仮説は予想外の過程を支持し、オルニトミモサウルス類において歯の無い状態へと進化する過程への外適応の関与を表した。現在に至るまで、歯の数の漸減が最も可能性の高い説である。原始的なテタヌラ類の獣脚類では高い歯冠を持つ80個ほどの歯があり、一方で原始的なオルニトミモサウルスにはわずかな小さな歯しか無い。系統仮説からは歯の数の増加に関しての機能的な分析に基づいた別の仮説が支持された支持された。十分な歯間スペースと適切に配された小歯状突起を持つ多数の歯（トロオドン科のような）は切り裂くことに適応していた。他方で、（ペレカニミムスのような）十分な歯間のない極端な数の歯はくちばしで切断するための機能の対応物である。それゆえ、歯の増加は切り裂きへの適応になるとともに、隣り合う歯の間隔は保持された。一方で、その空間が歯で満たされることによって、くちばしのように機能するようになった。従って切り裂き機能への適応が切断効果への外適応となり、やがては多くのオルニトミモサウルス類に見られるくちばしの切刃へとつながった。」ということである。
以下のクラドグラムはKobayash & Lü (2003)に拠る。
|  | ガルディミムス                     |
|  |                                    |
|  | \| \| オルニトミムス科 \| \| \| \| |
|  |                                    |
|  | オルニトミムス科                   |
|  |                                    |

|  | オルニトミムス科 |
|  |                  |

|  | ガルディミムス                     |
|  |                                    |
|  | \| \| オルニトミムス科 \| \| \| \| |
|  |                                    |
|  | オルニトミムス科                   |
|  |                                    |

|  | オルニトミムス科 |
|  |                  |

|  | ガルディミムス                     |
|  |                                    |
|  | \| \| オルニトミムス科 \| \| \| \| |
|  |                                    |
|  | オルニトミムス科                   |
|  |                                    |

|  | オルニトミムス科 |
|  |                  |

|  | ガルディミムス                     |
|  |                                    |
|  | \| \| オルニトミムス科 \| \| \| \| |
|  |                                    |
|  | オルニトミムス科                   |
|  |                                    |

|  | オルニトミムス科 |
|  |                  |

## 生態
Las Hoyasのラーガーシュテッテでは他にも精巧に保存された化石が多数見つかっている。これにはエナンティオルニス類の鳥類であるイベロメソルニス（Iberomesornis）、コンコルニス（Concornis）、エオアルアヴィス（Eoalulavis）や非鳥獣脚類の歯、断片的な竜脚類の骨が含まれる。粗野な堆積物には鳥脚類のイグアノドンの化石も含まれている。また、トカゲやサンショウウオの化石も発見されている。

## 参照
1. 1 2 3 4 5 6  Perez-Moreno, B. P., Sanz, J. L., Buscalioni, A. D., Moratalla, J. J., Ortega, F., and Raskin-Gutman, D. (1994). "A unique multitoothed ornithomimosaur from the Lower Cretaceous of Spain." Nature, 370: 363-367.
2. ↑  Kobayashi, Y., and Barsbold, R. (2005). "Anatomy of Harpymimus okladnikovi Barsbold and Perle 1984 (Dinosauria; Theropoda) of Mongolia." in The Carnivorous Dinosaurs ed. Carpenter, K. 2005. Indiana University Press:97-126.
3. ↑  D. E. G. Briggs, P. R. Wilby, B. Pérez Pérez-Moreno, J. L. Sanz, M. Fregenal-Martinez, (1997). "The mineralization of dinosaur soft tissue in the Lower Cretaceous of Las Hoyas, Spain." Journal of the Geological Society London, 154: 587-588.
4. ↑  Makovicky, P., Kobayashi, Y. and Currie, P. J. (2004). "Ornithomimosauria." pp. 137-150 in D. B. Weishampel, P. Dodson, et H. Osmólska (eds.), The Dinosauria. 2nd ed. University of California Press, Berkeley.
5. 1 2  Kobayashi, Y., and Lü, J.-C. (2003). "A new ornithomimid dinosaur with gregarious habits from the Late Cretaceous of China." Acta Palaeontologica Polonica 48:235-259.